# Matthew Longstaff
Matthew Ben Longstaff (Rotherham, 21 marzo 2000) è un calciatore inglese, centrocampista del CF Montréal.

## Biografia
È fratello di Sean Longstaff, anch'egli calciatore professionista.

## Caratteristiche tecniche
È un mediano abile nel tiro dalla distanza, dotato di buon dribbling e qualità ad impostare l'azione.

## Carriera

### Club

#### Crescita al Newcastle e una serie di prestiti
Cresciuto nel settore giovanile del Newcastle Utd, ha esordito in prima squadra il 28 agosto 2019 disputando l'incontro di Coppa di Lega perso ai rigori contro il Leicester City.
Il 6 ottobre seguente ha debuttato in Premier League segnando la rete decisiva per la vittoria per 1-0 contro il Manchester Utd al primo tiro della sua carriera. Tra l'altro in quella partita aveva giocato nel centrocampo (a 4) del Newcastle nella zona centrale al fianco di suo fratello Sean.

#### Prestito all'Aberdeen
Il 27 agosto 2021 passa in prestito all'Aberdeen per una stagione. Dopo soli 6 mesi con appena 5 presenze, fa ritorno al Newcastle.

#### Prestito al Mansfield Town
Il 31 gennaio 2022 si trasferisce al Mansfield Town fino al termine della stagione. Ritrova spazio in modo costante, colleziona 16 presenze con 6 goal e 2 assist in League Two.

#### Prestito al Colchester United
Il 1º settembre 2022 passa in prestito al Colchester United. Nel corso della stagione, proprio a dicembre, Matty Longstaff subisce un infortunio al legamento crociato anteriore.

#### La carriera in Canada: Toronto e Montréal
Dopo la scadenza del contratto con il Newcastle, il 24 febbraio 2024 riparte dal Toronto, con cui firma un contratto fino al 31 dicembre 2025. Nell'arco di due stagione ha totalizzato 57 presenze e realizzato tre reti.
Il 13 agosto 2025 viene ingaggiato dall'avversaria canadese dei Reds, il CF Montréal.

### Nazionale
Nel 2019 ha giocato 2 partite con la nazionale inglese Under-20.

## Statistiche
Statistiche aggiornate al 17 aprile 2021.

### Presenze e reti nei club
| Stagione        | Squadra         | Campionato      | Campionato | Campionato | Coppe nazionali | Coppe nazionali | Coppe nazionali | Coppe continentali | Coppe continentali | Coppe continentali | Altre coppe | Altre coppe | Altre coppe | Totale | Totale | Totale |
| Stagione        | Squadra         | Comp            | Pres       | Reti       | Comp            | Pres            | Reti            | Comp               | Pres               | Reti               | Comp        | Pres        | Reti        | Pres   | Reti   |        |
| --------------- | --------------- | --------------- | ---------- | ---------- | --------------- | --------------- | --------------- | ------------------ | ------------------ | ------------------ | ----------- | ----------- | ----------- | ------ | ------ | ------ |
| 2019-2020       | Newcastle Utd   | PL              | 9          | 2          | FACup+CdL       | 5+1             | 1+0             |                    | -                  | -                  |             | -           | -           | 15     | 3      |        |
| 2020-2021       | Newcastle Utd   | PL              | 5          | 0          | FACup+CdL       | 0+0             | 0               |                    |                    |                    |             |             |             | 5      | 0      |        |
| Totale carriera | Totale carriera | Totale carriera | 14         | 2          |                 | 6               | 1               |                    | -                  | -                  |             | -           | -           | 20     | 3      |        |